# Novoszergijevkai járás
A Novoszergijevkai járás (oroszul Новосергиевский райо́н) Oroszország egyik járása az Orenburgi területen. Székhelye Novoszergijevka.

## Népesség
- 1989-ben 37 804 lakosa volt.
- 2002-ben 37 837 lakosa volt.
- 2010-ben 36 322 lakosa volt, melyből 27 951 orosz, 2 460 baskír, 2 054 tatár, 1 060 mordvin, 990 kazah, 806 ukrán, 147 német, 143 üzbég.